# Карашаева, Люль Эльдаровна
Люль Эльмурзоевна (Эльдаровна) Карашаева (урождённая Хусейнова; 1879, аул Верхний Акбаш в современном  Терском районе Кабардино-Балкарской Республики — ноябрь 1942, местность Дейские Дубки, возле села Дейское в Терском районе Кабардино-Балкарской Республики) — советский деятель женского движения в республике Кабардино-Балкарии; делегат V Всесоюзного съезда Советов. Заместитель председателя Кабардино-Балкарского обкома (1929-?). Супруга Хажумара Карашаева. Член КПСС.

## Биография
Первая кабардинка, вступившая в партию большевиков.
В июле 1922 года Люль Карашаева организовала в родном селении Верхний Акбаш первую в республике женскую партийную ячейку. На собраниях женщины изучали политграмоту, проблемы нового быта и воспитания детей.
В 1929 году выдвинута на должность заместителя председателя Кабардино-Балкарского обкома, избрана делегатом V Всесоюзного съезда Советов.
В дни фашистской оккупации поздней осенью 1942 года  в силу преклонного возраста оставалась в селе, проводила среди односельчан активную агитацию против немецко-фашистских захватчиков (Центр документации новейшей истории КБР. Ф. 1. Оп. 2. Д. 2369.
Л. 51).
В ноябре 1942 года на втором месяце немецкой оккупации, Люль Карашаеву, на чьем попечении осталось трое внуков, арестовали по доносу кого-то из местных жителей — подвергли допросам и пыткам, после чего расстреляли в Дейских Дубках (ошибочно пишется, что в Терских Дубках).
Указом Президиума Верховного Совета СССР от 10 мая 1962 года за мужество и отвагу, проявленные в борьбе против немецко-фашистских захватчиков в период Великой Отечественной войны, Люль Эльдаровна была награждена орденом Красного Знамени посмертно.